# 洪安镇 (成都市)
洪安镇，是中华人民共和国四川省成都市龍泉驛區下辖的一个乡镇级行政单位。2019年12月，撤销黄土镇，将其所属行政区域划归洪安镇管辖，洪安镇人民政府驻均安街1号。

## 行政区划
洪安镇下辖以下地区：
文安场社区、洪安火车站社区、化工新村、红光村和土门村。